# Malak Cycling Team
Malak Cycling Team is een wielerploeg die een Chinese licentie heeft. De ploeg bestaat sinds 2013. Malak Cycling Team komt uit in de continentale circuits van de UCI. Guo Qiang is de manager van de ploeg.

## Seizoen 2014

### Transfers
| Inkomend | Team 2013 | Uitgaand | Team 2014 |
| -------- | --------- | -------- | --------- |

## Seizoen 2013

### Renners
| Naam                                       | Geboortedatum     | Nationaliteit | Ploeg 2012 |
| ------------------------------------------ | ----------------- | ------------- | ---------- |
| Altanzul Altansukh (vanaf 1 november)      | 21 december 1991  | Mongolië      | Neo        |
| Pengke Bao                                 | 13 april 1992     | China         | Neo        |
| Maral-erdene Batmunkh (vanaf 1 november)   | 15 oktober 1994   | Mongolië      | Neo        |
| Xi Cao                                     | 17 december 1993  | China         |            |
| Weipeng Chai                               | 5 februari 1994   | China         | Neo        |
| Sonomtseren Delgerbayar (vanaf 1 november) | 13 mei 1988       | Mongolië      | Neo        |
| Zhiqiang Duan                              | 1 april 1984      | China         |            |
| Munkhtulga Erdenesuren (vanaf 1 november)  | 14 november 1992  | Mongolië      | Neo        |
| Yangyang He                                | 29 april 1993     | China         |            |
| Bo Liu                                     | 29 september 1985 | China         |            |
| Lei Mu                                     | 31 augustus 1991  | China         |            |
| Baoqing Song                               | 16 oktober 1981   | China         |            |
| Tuulkhangai Tuguldur (vanaf 1 november)    | 17 juni 1985      | Mongolië      | Neo        |
| Jamsran Ulziibaatar (vanaf 1 november)     | 15 mei 1988       | Mongolië      | Neo        |